# Regierung Gerhardsen I
Die Regierung Gerhardsen I war die erste Regierung Norwegens nach dem Zweiten Weltkrieg. Diese Allparteienregierung (Samlingsregjeringen) wurde am 25. Juni 1945 durch Einar Gerhardsen gebildet und bestand bis zum 5. November 1945. In der Regierung saß mit der beratenden Ministerin für Soziales, Kirsten Hansteen von der Norges Kommunistiske Parti, die erste weibliche Ministerin Norwegens.
Bei der Parlamentswahl vom 8. Oktober 1945 erzielte die Arbeiderpartiet (Ap) von Statsminister (Ministerpräsident) Gerhardsen 41 Prozent der Stimmen und errang mit 76 von 150 Mandaten eine knappe absolute Mehrheit im Storting.

## Minister
| Ressort                                        | Minister                 | Partei                     |
| ---------------------------------------------- | ------------------------ | -------------------------- |
| Ministerpräsident                              | Einar Gerhardsen         | Arbeiderpartiet            |
| Äußeres                                        | Trygve Lie               | Arbeiderpartiet            |
| Verteidigung                                   | Oscar Torp               | Arbeiderpartiet            |
| Finanzen                                       | Gunnar Jahn              | Hjemmefronten              |
| Justiz                                         | Johan Cappelen           | Høyre                      |
| Kirchen und Unterricht                         | Kaare Fostervoll         | Arbeiderpartiet            |
| Beratender Minister für Kirchenangelegenheiten | Conrad Bonnevie-Svendsen | Hjemmefronten              |
| Landwirtschaft                                 | Einar Frogner            | Bondepartiet               |
| Handel                                         | Lars Evensen             | Arbeiderpartiet            |
| Versorgung und Wiederaufbau                    | Egil Offenberg           | Høyre                      |
| Beratender Minister für Versorgung             | Hans Gabrielsen          | Venstre                    |
| Schifffahrt                                    | Tor Skjønsberg           | Hjemmefronten              |
| Arbeit                                         | Johan Strand Johansen    | Norges Kommunistiske Parti |
| Soziales                                       | Sven Oftedal             | Arbeiderpartiet            |
| Beratende Ministerin für Soziales              | Kirsten Hansteen         | Norges Kommunistiske Parti |